# Chynorany
Chynorany jsou obec na Slovensku v okrese Partizánske v Trenčínském kraji. Leží na řece Nitra a Bebrava.Žije zde přibližně 2 700 obyvatel.
V obci je římskokatolický Kostel Nanebevzetí Panny Marie z roku 1789 a kaple Panny Marie Karmelské z roku 1936. V severní části katastru se nachází přírodní rezervace Chynoriansky luh. Tato pozoruhodná přírodní lokalita je nejseverněji položeným pozůstatkem původního lužního lesa ve Střední Evropě. Pozoruhodný je četný výskyt česneku medvědího.

## Doprava
V železniční stanici Chynorany je křížení dvou železničních tratí, a to:
- Železniční trať Nové Zámky – Prievidza (trať č.140)
- Železniční trať Trenčín – Chynorany (trať č. 143)

## Osobnosti
- Dezider Kalina, československý generál, protifašistický odbojář, účastník Slovenského národního povstání
- Pavel Kováčik, voják československé zahraniční armády (ve 2. světové válce)